# Äkta kanel
Äkta kanel eller ceylonkanel (Cinnamomum verum) är en art i familjen lagerväxter som förekommer naturligt på Sri Lanka (tidigare Ceylon) och sydöstra Asien. Den är en av flera arter vars bark används som kryddan kanel. Arten odlas kommersiellt främst i Sri Lanka, och i mindre skala i Madagaskar och Seychellerna.

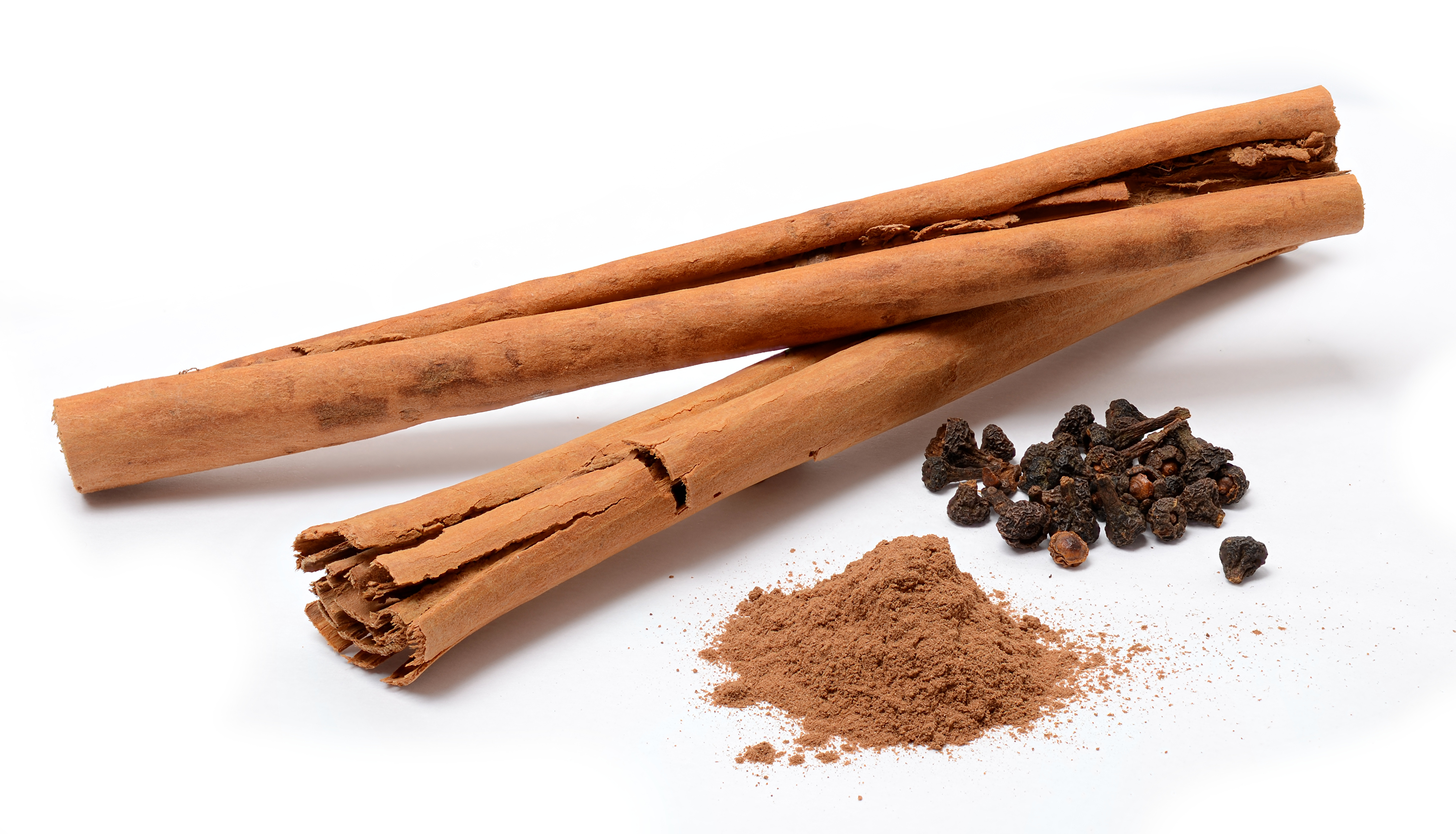
Stänger (bark), pulver och torkade blommor från äkta kanel.

En stor del av den kanel som handlas internationellt är kassiakanel, som är en nära släkting till ceylonkanel. Ceylonkanel är ljusare i färgen än kassiakanel, och stängerna är sprödare och lättare att pulvrisera. Smaken är mild och aromatisk. Kumarinhalten är låg.
Benämningen "äkta kanel" är en direkt översättning av det latinska artnamnet Cinnamomum verum som betyder "sann kanel" eller "äkta kanel". Namnet har ingenting med växtens eller kryddans äkthet att göra.